# Agrigan
Agrigan, aussi appelée Agrihan,, autrefois Grigan est une île volcanique située en mer des Philippines et faisant partie des îles Mariannes du Nord appartenant aux États-Unis. Inhabitée, l'île est la partie émergée d'un stratovolcan dont il n'est connu qu'une seule éruption en 1917.

## Géographie

### Localisation
Agrigan est située dans l'Est de la mer des Philippines, sur la bordure ouest de l'océan Pacifique. Géographiquement, l'île fait partie de l'archipel des îles Mariannes divisé politiquement en l'île de Guam et en les îles Mariannes du Nord auxquelles appartient Agrigan. Située au milieu de cet archipel, elle est entourée par l'île d'Asuncion Island à 102 kilomètres au nord-nord-ouest et par l'île Pagan à 62 kilomètres au sud.

### Topographie

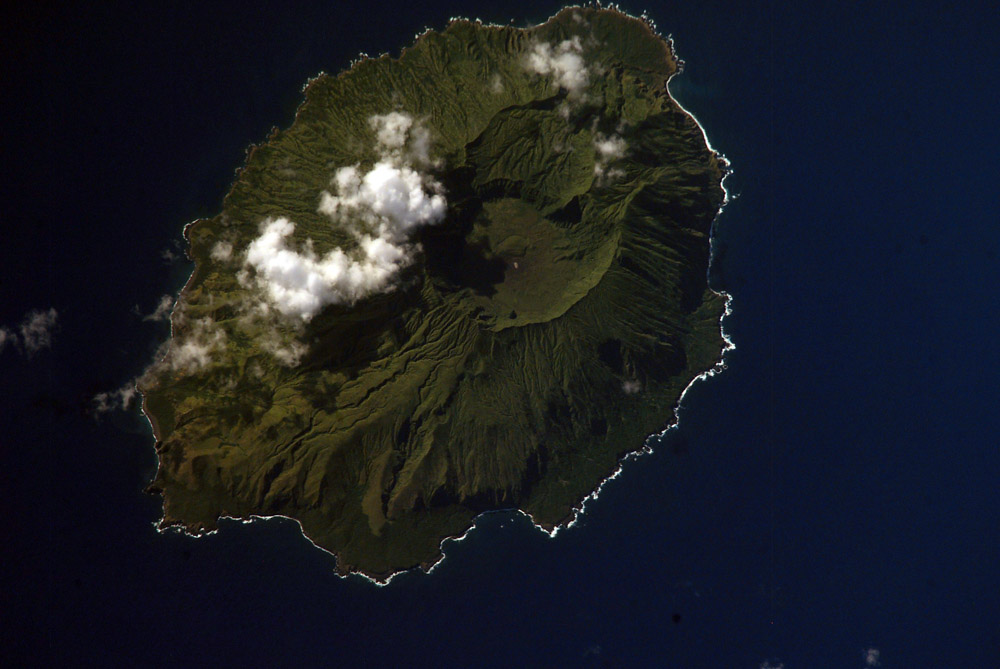
Vue satellite d'Agrigan

De forme elliptique avec huit kilomètres de longueur et une superficie de 47 km2,, Agrigan est la partie émergée du deuxième plus grand stratovolcan des îles Mariannes avec 4 000 mètres de hauteur au-dessus du plancher océanique. Culminant à 965 mètres d'altitude ce qui en fait le plus haut sommet des îles Mariannes,, ce volcan est couronné par une caldeira mesurant un kilomètre de largeur pour deux kilomètres de longueur et 500 mètres de profondeur. Le fond plat de cette caldeira mesurant 4 km2 de superficie est recouvert de coulées de lave et de deux cônes volcaniques datant de 1917. La paroi de cette caldeira est entaillée au nord-ouest en formant une brèche par laquelle s'échappe une coulée de lave ayant atteint l'océan en formant un delta,. Les flancs du volcan sont entaillés de nombreuses vallées se dirigeant vers la mer et où se trouve un petit lac de 3,15 hectares de superficie au sud-est du volcan, à 580 mètres d'altitude. Son littoral est rocheux, seule une plage de sable noir de cinquante mètres de largeur et de deux à trois kilomètres de longueur se trouve sur la côte sud-ouest, et entouré par un récif corallien réduit,,.

### Climat
Agrigan, qui connait un climat tropical, est situé sur le passage de cyclones tropicaux.

### Faune et flore
La végétation d'Agrigan est formée d'une forêt pluviale qui se retrouve dans les ravines descendant du sommet de l'île et entre lesquelles se trouve une forêt essentiellement composée de cocotiers, d'arbre à pain et de papayers tandis que le sommet des pentes du volcan est couvert d'une savane dominée par Miscanthus floridulus,. Toutefois, la flore du sommet de l'île n'a pas encore été inventoriée.
La faune est notamment représentée par deux espèces d'oiseaux endémiques des îles Mariannes : le mégapode des Mariannes et le gallinule des Mariannes.

### Géologie
Agrigan est un stratovolcan, le deuxième plus grand des îles Mariannes, essentiellement construit par des laves basaltiques et en moindre mesure andésitiques. Son unique éruption connue qui s'est déroulée en 1917 fut explosive ce qui classe Agrigan parmi les volcans gris de la ceinture de feu du Pacifique. Le volcanisme à l'origine de l'édification d'Agrigan est né de la subduction de la plaque pacifique sous la plaque philippine sur laquelle Agrigan est située. Cette subduction forme la fosse la plus profonde du monde, la fosse des Mariannes, située à l'est d'Agrigan et qui provoque des séismes et la remontée de magma issu de la fusion partielle de la plaque pacifique.

## Histoire
Agrigan est découverte en 1669 par Diego Luis de Sanvitores. L'Allemagne, première puissance coloniale à prendre possession de l'île, la loue avec les îles de Pagan et Alamagan à la Compagnie Pagan pour 8 000 Deutsche Marks par an à partir de 1900.  37 habitants s'y installent en 1900. Après un abandon de l'île entre 1945 et 1953, la population monte à 94 habitants, son maximum, en 1967. Ces habitants vivent de la culture du cocotier dont ils tirent du coprah, cent tonnes en 1900 et plus de 150 tonnes annuelles par la suite, et cultivent du maïs, des ananas, des patates douces, du manioc, du tabac, des mangues et du coton soit huit hectares en 1952. L'île est désertée à nouveau en 1990 avec l'évacuation des habitants en raison de l'augmentation de l'activité volcanique. 
La seule éruption connue sur Agrigan s'est déroulée le 9 avril 1917. Cette puissante éruption avec un indice d'explosivité volcanique de 4 a entraîné l'évacuation de l'île et des dégâts matériels. De la caldeira sont parties des nuées ardentes dont les dépôts mesurent plus de cent mètres d'épaisseur sur la côte sud-ouest tandis que le village situé sur la côte sud-est reçut trois mètres de cendres volcaniques et de lapillis,. Ces explosions ont projeté des blocs d'un mètre de diamètre jusqu'à cinq kilomètres de la caldeira. Des coulées de lave ont recouvert le fond de la caldeira et y ont édifié deux cônes volcaniques.
Le survol de l'île le 1er août 1990 montre une augmentation de l'activité fumerollienne avec la présence de dépôts de soufre et de sources chaudes au niveau d'un des deux cônes volcaniques de l'éruption de 1917. Craignant une nouvelle éruption volcanique qui ne se produira pas, les neuf habitants de l'île sont évacués par précaution dans le courant du mois,.